# Platydoras costatus
Platydoras costatus (платидорас смугастий) — вид сомів, родини Бронякових (Doradidae). Відомий об'єкт акваріумістики.

## Поширення
Природний ареал охоплює басейн річок Амазонки, Токантінс, Парнаїба, Оріноко і Ессекібо у Французькій Гвіані та Суринамі, Південна Америка. Як вселенець відзначений у деяких штатах США.

## Утримання в акваріумі
Рекомендований об'єм акваріума — від 100 літрів. Температура води 22-29 °C, кислотність (рН) 6,0-7,0, твердість (dH) 8-12.